# Episodi di The Practice - Professione avvocati (terza stagione)
La terza stagione della serie televisiva The Practice - Professione avvocati è composta da 23 episodi ed è stata trasmessa negli Stati Uniti sul canale ABC dal 27 settembre 1998 al 9 maggio 1999.
In Italia è stata trasmessa da Rai 2 dal 23 agosto 2001 al 21 settembre 2001.
| nº | Titolo originale                   | Titolo italiano                    | Prima TV USA      | Prima TV Italia   |
| -- | ---------------------------------- | ---------------------------------- | ----------------- | ----------------- |
| 1  | Passing Go                         | Qualcuno deve pagare               | 27 settembre 1998 | 23 agosto 2001    |
| 2  | Reasons to Believe                 | Il primo successo                  | 4 ottobre 1998    | 24 agosto 2001    |
| 3  | Body Count                         | Come perdere la testa              | 11 ottobre 1998   | 27 agosto 2001    |
| 4  | The Defenders                      | La difesa                          | 18 ottobre 1998   | 28 agosto 2001    |
| 5  | The Battlefield                    | Un mestiere difficile              | 25 ottobre 1998   | 29 agosto 2001    |
| 6  | One of Those Days                  | Il piano B                         | 8 novembre 1998   | 31 agosto 2001    |
| 7  | Trench Work                        | Gioco sporco                       | 15 novembre 1998  | 3 settembre 2001  |
| 8  | Swearing In                        | Il giuramento                      | 29 novembre 1998  | 4 settembre 2001  |
| 9  | State of Mind                      | Stato mentale                      | 6 dicembre 1998   | 5 settembre 2001  |
| 10 | Love & Honor                       | Diffamazione                       | 13 dicembre 1998  | 6 settembre 2001  |
| 11 | Split Decisions                    | Divergenze insanabili              | 3 gennaio 1999    | 7 settembre 2001  |
| 12 | A Day in the Life                  | Una preghiera per Tia              | 10 gennaio 1999   | 10 settembre 2001 |
| 13 | Judge and Jury                     | Eutanasia                          | 17 gennaio 1999   | 11 settembre 2001 |
| 14 | Of Human Bondage                   | Testimone segreto                  | 7 febbraio 1999   | 12 settembre 2001 |
| 15 | Lawyers, Reporters and Cockroaches | Avvocati, giornalisti e scarafaggi | 21 febbraio 1999  | 13 settembre 2001 |
| 16 | End Games                          | Fine dei giochi                    | 28 febbraio 1999  | 14 settembre 2001 |
| 17 | Target Practice                    | Tiro al bersaglio                  | 7 marzo 1999      | 17 settembre 2001 |
| 18 | Crossfire                          | Per amore di Kendall               | 14 marzo 1999     | 18 settembre 2001 |
| 19 | Closet Justice                     | Il quarto emendamento              | 28 marzo 1999     | 19 settembre 2001 |
| 20 | Home Invasions                     | Invasioni domestiche               | 18 aprile 1999    | 20 settembre 2001 |
| 21 | Infected                           | La clinica della morte             | 25 aprile 1999    | 20 settembre 2001 |
| 22 | Do Unto Others                     | Vincere a tutti i costi            | 2 maggio 1999     | 21 settembre 2001 |
| 23 | Happily Ever After                 | Bobby e Lindsey                    | 9 maggio 1999     | 21 settembre 2001 |